# Max Krook
Max Krook (Standerton, África do Sul, 1913 – 4 de agosto de 1985) foi um matemático e astrofísico estadunidense nascido na África do Sul.
Filho de Pesach Israel Krook e Leah Krook. Graduado pela Universidade de Witwatersrand, Krook obteve um doutorado em matemática na Universidade de Cambridge, Inglaterra, orientado por Arthur Stanley Eddington. Foi subsequentemente recrutado para a Universidade de Birmingham por Rudolf Peierls.
Krook chegou aos Estados Unidos em 1950 como um pesquisador associado em física na Universidade de Indiana, indo logo em seguida para o Smithsonian Astrophysical Observatory em Cambridge, Massachusetts. Foi adicionalmente indicado pesquisador fellow do Harvard College Observatory em 1952. Em 1956 tornou-se lecturer em astronomia e em 1959 professor da Harvard John A. Paulson School of Engineering and Applied Sciences e do departamento de astronomia. Robert May foi um de seus primeiros alunos de pós-doutorado. Krook foi durante décadas cliente regular do restaurante em Cambridge Legal Sea Foods, onde tinha frequentemente uma mesa especialmente reservada.
Krook é lembrado por sua contribuição para o operador Bhatnagar–Gross–Krook.

## Publicações selecionadas
- Functions of a Complex Variable: Theory and Technique, by George F. Carrier, Max Krook, and Carl E. Pearson, SIAM, 2005, ISBN 0-89871-595-4 (first edition: McGraw-Hill, 1966, ISBN 0-07-010089-6).
- P. L. Bhatnagar, E. P. Gross, and M. Krook, "A Model for Collision Processes in Gases. I. Small Amplitude Processes in Charged and Neutral One-Component Systems", Phys. Rev. 94, 511-525 (1954).